# Superstitioniidae
Superstitioniidae é uma família de escorpiões, da classe Arachnida.

## Gêneros
| Alacran Francke, 1982          |
| Sotanochactas Francke, 1986    |
| Superstitionia Stahnke, 1940   |
| Troglotayosicus Lourenço, 1981 |
| Typhlochactas Mitchell, 1971   |